# Eurylochos (Gefährte des Odysseus)

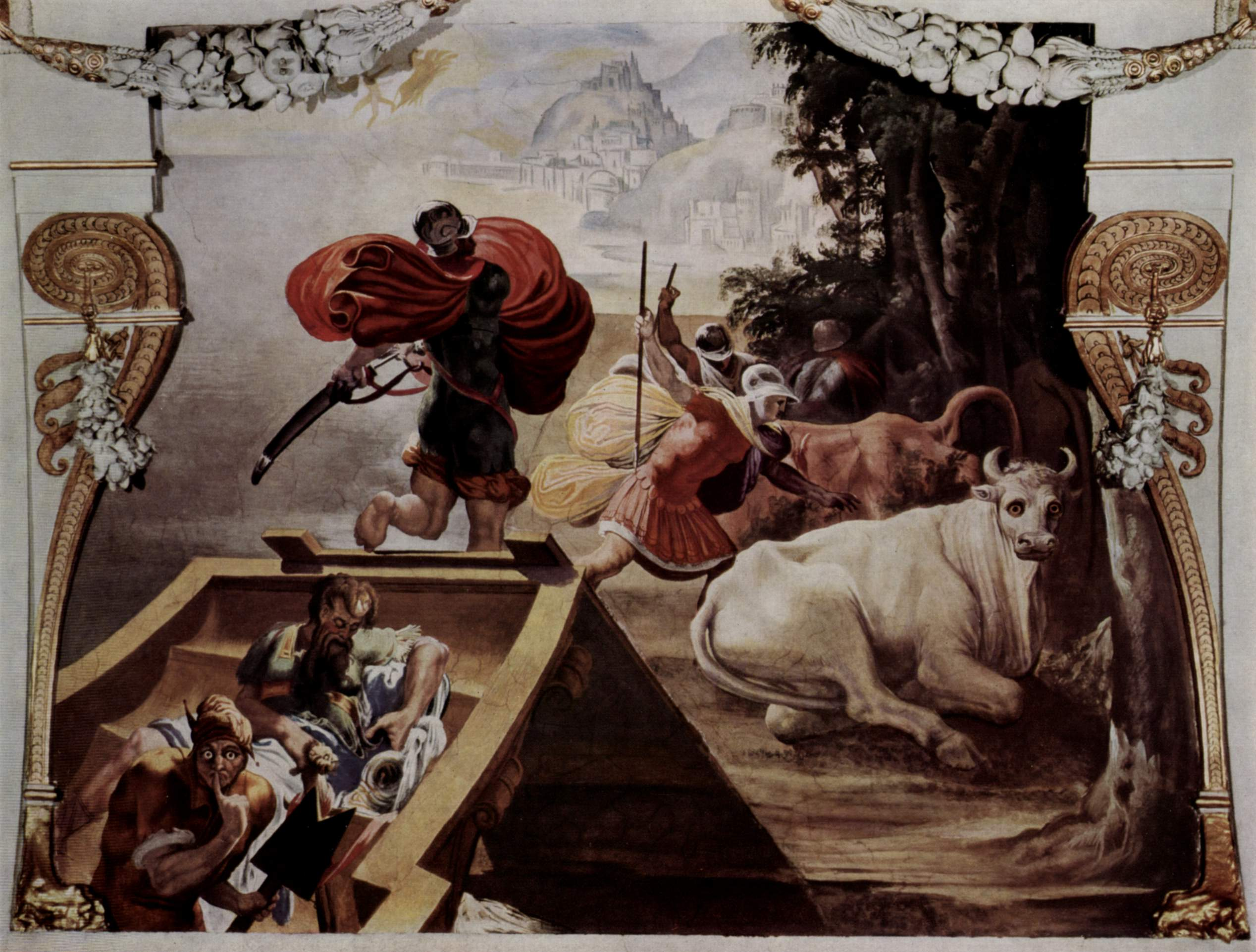
Die Gefährten des Odysseus rauben die Rinder des Helios

Eurylochos (altgriechisch Εὐρύλοχος Eurýlochos) war als Gemahl von Odysseus’ Schwester Ktimene ein Schwager und Gefährte des Odysseus auf dessen Irrfahrten.
Er war Steuermann des Schiffes, auf dem Odysseus reiste und entging auf der Insel Aiaia als einziger Kirkes Zauberkünsten, mit denen Kirke seine Gefährten, die von Odysseus als Spähtrupp ausgesandt worden waren, in Schweine verwandelte. Durch frühere Erfahrungen auf der Reise, zum Beispiel bei den Laistrygonen, vorsichtig geworden, betrat Eurylochos den Palast der Kirke nicht, sondern beobachtete von draußen, was sich dort abspielte. So konnte er Odysseus vor der schönen Halbgöttin warnen.
Später begleitete er Odysseus in den Hades, wo sie den Rat des toten Sehers Teiresias, bezüglich ihrer Heimreise einholten.
Als Odysseus mit seinen Gefährten auf der Insel Thrinakia wegen ungünstiger Winde einen Monat lang festsaß und die Nahrungsvorräte verbraucht waren, überredete Eurylochos seine Gefährten, entgegen Odysseus’ ausdrücklicher Anweisung, die auf der Insel weidenden Rinder des Helios zu schlachten. Odysseus hatte sich zum Beten zurückgezogen und war eingeschlafen, so dass er nicht einschreiten konnte. Als Helios die Tat von Odysseus’ Gefährten bemerkte, wandte er sich an Zeus, der das Schiff auf hoher See in einen Sturm geraten ließ und mit einem Blitz zerschmetterte. Eurylochos und alle Gefährten kamen dabei ums Leben. Lediglich Odysseus konnte sich als einziger retten.